# Legion Freiheit Russlands

Weiß-blau-weiße Flagge mit Verbandsabzeichen

Die Legion Freiheit Russlands (russisch Легион «Свобода России» Legion „Swoboda Rossii“; ukrainisch Легіон «Воля Росії»), auch als Legion „Freiheit für Russland“ oder Legion Freies Russland übersetzt, ist ein Verband der ukrainischen Streitkräfte und dort Teil des internationalen Freiwilligenkorps, der im März 2022 – nach Beginn des russischen Überfalls – aufgestellt wurde. Die Legion besteht aus Überläufern der russischen Streitkräfte sowie anderen russischen und belarussischen Freiwilligen, die zuvor nicht Mitglieder militärischer Formationen waren.

## Geschichte
Die Legion „Freiheit Russlands“ wurde aus einer Kompanie der russischen Armee – über 100 Personen – gebildet, die freiwillig auf die ukrainische Seite übergelaufen war. Nach Angaben des Kompaniechefs schlossen sie sich am 27. Februar 2022 mit Hilfe des Sicherheitsdienstes der Ukraine der ukrainischen Seite an, um „die Ukrainer vor echten Faschisten zu schützen“. Er rief auch seine Landsleute – Soldaten von Putins Armee – auf, sich der Legion „Freiheit Russlands“ anzuschließen, um das eigene Volk und Land „vor Demütigung und Zerstörung“ zu retten.
Die Legion Freiheit Russlands soll ein Projekt des ehemaligen Duma-Abgeordneten Ilja Ponomarjow sein, der seit 2019 in der Ukraine lebt.
Nach außen tritt als Sprecher Alexej Baranowskij unter dem Rufnamen „Caesar“ auf. Der 50-jährige Physiotherapeut bezeichnete sich als „rechter Nationalist“ und war laut Nikolay Mitrokhin von der Forschungsstelle Osteuropa der Universität Bremen früher Ausbilder in der ultranationalistisch-monarchistischen Russischen Reichsbewegung aktiv. Deren militärischer Arm nannte sich „Reichslegion“ und hatte in St. Petersburg ein offiziell registriertes Zentrum namens „Patriot“, das in den 2010er Jahren Rechtsextremisten, darunter auch Dutzende Europäer, ausgebildet habe.
Die ersten Freiwilligen der Legion „Freiheit Russlands“ begannen Ende März 2022 mit der individuellen Vorausbildung. Insbesondere übten die Legionäre unter Anleitung von Ausbildern der ukrainischen Streitkräfte den Einsatz des schwedisch-britischen tragbaren Panzerabwehrsystems NLAW. Die Kommandeure der Einheiten „Freiheit Russlands“ machten sich mit der Einsatzsituation an der Front vertraut. Das erklärte Ziel der Legion ist es, die russische Invasion in der Ukraine abzuwehren und schließlich die gegenwärtige russische Staatsführung zu stürzen.
Am 9. April 2022 veröffentlichte der Telegramkanal der Legion Freiheit Russlands ein Video, das Angehörige der Legion zeigt, die russische Kriegsgefangene aus dem Donbass zu ihrem Hauptquartier transportieren, wo ihnen die Möglichkeit geboten wird, freiwillig in die Reihen rekrutiert zu werden.
Am 11. Juni 2022 wurde bekannt, dass Igor Wolobujew – Ex-Vizechef der Gazprombank, welcher mit dem Ausbruch der Invasion Russland verlassen hatte – sich der Legion Freiheit Russlands angeschlossen habe.
Im selben Monat gab der Berater des ukrainischen Präsidenten Oleksij Arestowytsch die Größe der Legion Freiheit Russlands mit mehreren hundert Mann an. Laut eigener Auskunft besteht die Einheit mittlerweile aus zwei Bataillonen, was eine Truppenstärke von 1000 Mann bedeuten könnte.
Im März 2023 erließ das Oberste Gericht der Russischen Föderation ein Verbot der Legion Freiheit Russlands; außerdem wurde diese von russischen Staatsorganen als „terroristische Organisation“ eingestuft.
Am 22. Mai 2023 soll die Legion Freiheit Russlands mit dem Russischen Freiwilligenkorps Positionen in diversen Dörfern im russischen Oblast Belgorod angegriffen und dabei die Siedlung Kosinka unter Kontrolle gebracht haben. Gouverneur Wjatscheslaw Gladkow bezichtigte die ukrainischen Streitkräfte des Angriffs, was von ukrainischer Seite zurückgewiesen wurde.
Am 17. Dezember 2023 überschritt die Legion Freiheit Russlands erneut die Grenze zur Oblast Belgorod. Mehrere Ortschaften, darunter Terebreno, wurden angegriffen.
In der Nacht zum 12. März 2024 drang die Legion Freiheit Russlands zusammen mit dem Russischen Freiwilligenkorps und dem Sibirischen Bataillon von der Ukraine aus in die russischen Grenzregionen Belgorod und Kursk vor und griff mehrere Dörfer an.